# Blumensteckschaum

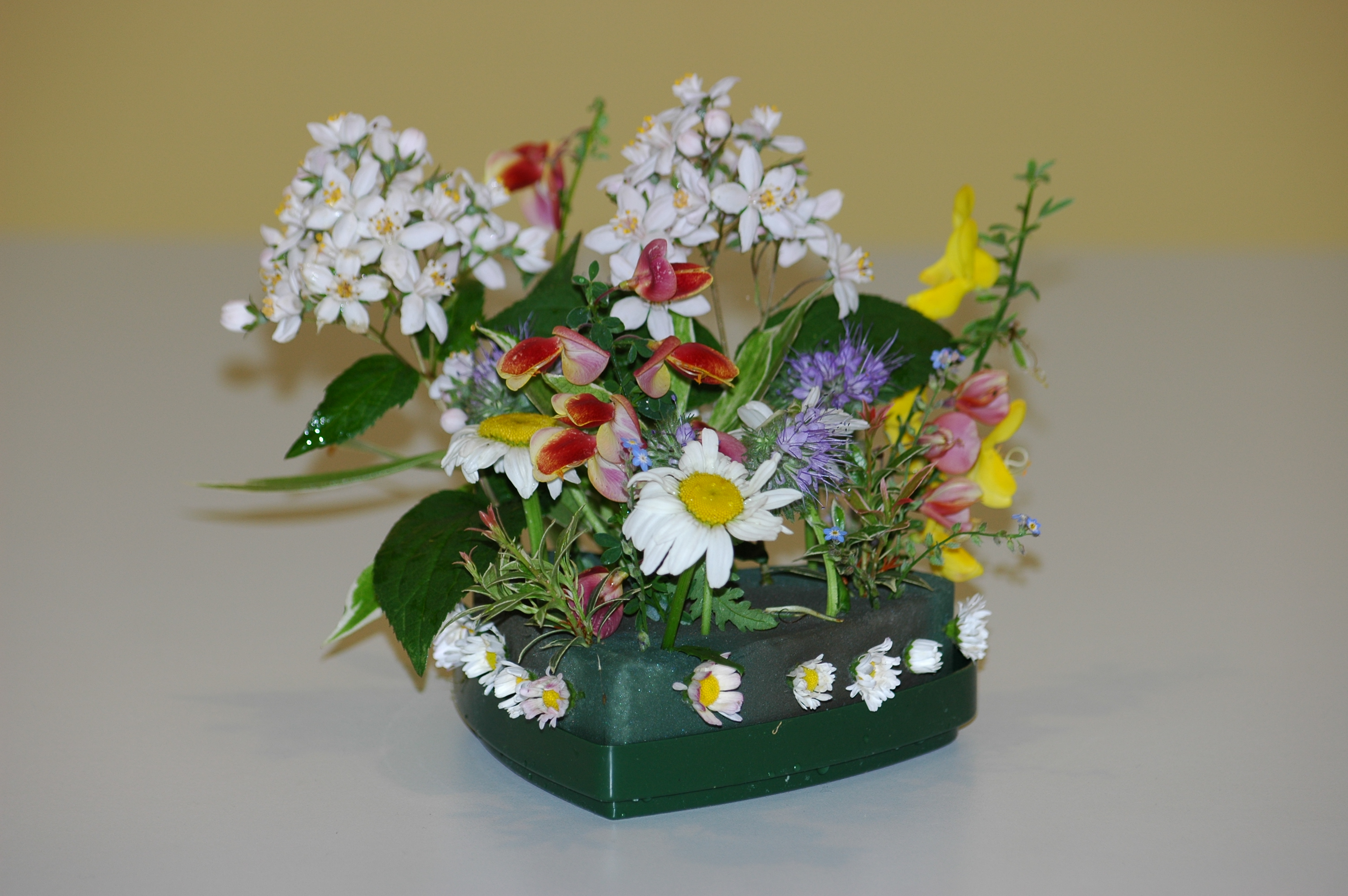

Blumensteckschaum (auch Blumensteckmasse, Steckmoos, Steckschwamm, Steckziegel) ist ein zu meist aus Kunstharz bestehender Schaumstoff, der in der Blumenbinderei zum Arrangieren von Blumen verwendet wird.

## Unterteilung
Blumensteckschaum gibt es als Nass- und Trockensteckschaum. 
Nasssteckschaum ist speziell für frische Schnittblumen entwickelt worden, die Wasser benötigen. Er ist in der Lage, Wasser (bis zu über 95 % des eigenen Volumens) innerhalb kürzester Zeit aufzunehmen. Das Wasser wird gespeichert und dann wieder langsam an die eingesteckten Blumen abgegeben.
Trockensteckschaum kann kein Wasser aufnehmen und ist für Bastelarbeiten und Gestecke mit Seidenblumen oder Trockenblumen geeignet.

## Materialien
Als Grundlage für die Herstellung von Kunstharzsteckschaum wird meist Phenol-Formaldehyd-Harz verwendet, das mit einem Gas aufgeschäumt wird. Einzelne Hersteller geben an, beim Schäumen keine FCKW einzusetzen. Nach dem Aushärten werden die Blöcke geteilt, um den Steckschaum mit Hilfe von Sägen und Fräsmaschinen in die gewünschten Form zu bringen.
Alternative Materialien zur Herstellung sind Lignin-Phenol-Harz und Basaltmehl mit Rübenzucker als Bindemittel. Nach den Angaben einzelner Hersteller können solche Steckschäume kompostiert werden.

## Formen
Steckschaum-Produkte gibt es in diversen Formen, Größen und Farben. Schalen aus Kunststoff mit Steckschaum werden für Tischgestecke mit frischen Blumen verwendet. Würfel, Ziegel, Kugeln Zylinder, Toren, Kegel etc. ermöglichen Gestecke für verschiedene Tisch- oder Weihnachtsdekorationen. Speziell für Hochzeiten sind im Handel Brautstraußhalter, Autodekoration und herzförmige Gesteckunterlagen erhältlich. In der Trauerfloristik dient Blumensteckschaum z. B. in Form von Ringen, Kreuzen oder Herzen als Steckunterlage für den Grabschmuck.